# Jens Wilken Hornemann
Jens Wilken Hornemann (Marstal, 6 de março de 1770 — Copenhaga, 30 de julho de 1841) foi um médico e botânico dinamarquês que após a morte de Martin Vahl assuniu as funções de editor da Flora Danica.

## Biografia
Estudou Medicina em Copenhaga onde assistiu às conferências do naturalista Martin Hendriksen Vahl (1749-1805), as quais o fizeram ingressar na Sociedade de História Natural de Copenhaga (a Naturhistorieselskabet) e iniciar uma carreira no campo da botânica e da florística.
Ao serviço da Naturhistorieselskabet viajou em missões de colecta de espécimes da flora pela Alemanha, França e Grã Bretanha, granjeando uma reputação de grande conhecedor da flora do noroeste da Europa.
Desde 1801, passou a organizar e proferir conferências botânicas nas instalações do Jardim Botânico de Copenhaga, uma instituição dependente da Universidade de Copenhaga onde desenvolvia trabalho de investigação. Após a morte de Martin Vahl, ocorrida em 1804, passou a coordenar a publicação da Flora Danica, da qual entre 1805 e 1841 foi responsável pela publicação dos fascículos 22 a 39, os quais incluem um total de 1080 quadros (primeiras descrições de plantas).
Hornemann foi nomeado professor de botânica da Universidade de Copenhaga em 1808, exercendo o cargo até falecer. Foi director do Jardim Botânico de Copenhaga, desde 1817 até falecer.
Em 1813 foi eleito sócio da Real Academia Dinamarquesa das Ciências e Letras (Kongelige Danske Videnskabernes Selskab) e em 1815, foi eleito membro correspondente da Academia Real das Ciências da Suécia, tendo em 1816 o seu estatuto sido alterado para membro estrangeiro daquela instituição. Também em 1815 foi feito cavaleiro da Ordem de Dannebrog (Dannebrogordenen). No ano de 1818 foi eleito membro da academia Leopoldina.
Nos anos de 1830 e 1831 exerceu as funções de reitor da Universidade de Copenhaga, sucedendo no lugar a Johan Sylvester Saxtorph e sendo sucedido por Adam Oehlenschläger.
Hans Christian Andersen foi um visitante frequente da casa de Hornemann em Copenhaga. Andersen inspirou-se em Hornemann como modelo para "o Professor de Botânica" que entende os gestos das flores ao escrever o conto "As flores da pequena Ida".
Em reconhecimento das suas contribuições para o conhecimento botânico, o seu nome serviu de epónimo a diversos taxa, entre os quais o género Hornemannia Willd.  (Scrophulariaceae) e as espécies Silphium hornemannii Schrad. ex DC. (Asteraceae),  Dianthus hornemannii Salzm. ex Boiss. (Caryophyllaceae), Medicago hornemanniana Ser. ex DC. (Fabaceae), Trachylobium hornemannianum Hayne (Fabaceae), Thalictrum hornemannii Schrad. ex Lecoy. (Ranunculaceae),  Verbascum hornemannii Besser ex Steud. (Scrophulariaceae) e Viola hornemanniana Roem. & Schult. (Violaceae). Outra espécie de planta que lhe foi dedicada é Epilobium hornemannii Rchb..
Apesar de todas estas homenagens nomenclaturais, por razões de taxonomia e de nomenclatura quase todos os nomes são no presente considerados sinónimos taxonómicos. O nome genérico Hornemannia, que lhe foi dedicado em 1809 por Carl Ludwig von Willdenow, é presentemente sinónimo taxonómico de Mazus e Lindernia. Este género, inicialmente integrado na família Scrophulariaceae, continha apenas duas espécies, as quais foram ambas transferidas para outros géneros (uma para o género Mazus Lour. (1790) e a outra para Lindernia All. (1766)). Este facto impede o uso dos nomes Hornemannia Vahl (1810) para o género de  Ericaceae das Caraíbas a que fora atribuído (agora designado Symphysia C.B. Presl (1827)) e para o género Hornemannia Benth. (1846) de Scrophulariaceae do leste da Ásia (agora designado por Ellisiophyllum Maxim. (1871)).
O seu nome é também comemorado nos epítetos específicos da ave das regiões árcticas Carduelis hornemanni e do fungo agárico Stropharia hornemannii (Fr.) S. Lundell & Nannf. (1934).
Foi irmão do filósofo Christian Hornemann e pai do médico higienista Emil Hornemann (1810-1890).

## Publicações
Entre muitas outras, é autor das seguintes publicações:
- Forsøg til en dansk oekonomisk Plantelaere. S. Popp, Copenhague, 1796, reeditado em 1806 e em 1821
- Publica el segundo volumen de Enumeratio plantarum... 1805, de M. H. Vahl
- Icones plantarum sponte nascentium in regnis Daniae et Norvegiae et in ducatibus Slesvici et Holsatiae, ad illustrandum opus... (seis vols., E. A. H. Mölleri, 1810-1840
- Hortus regius botanicus hafniensis... Três vols., E. A. H. Mölleri, 1813-1819